# Odontoblasto
Gli odontoblasti sono cellule altamente specializzate, di origine mesenchimale, che si differenziano su stimolo dell'organo dello smalto.
Formano la dentina dei denti durante l'odontogenesi (nella fase detta dentinogenesi).